# يوسفاني هيرنانديز
يوسفاني هيرنانديز (مواليد 23 يونيو 1991) هو لاعب كرة طائرة كوبي يلعب في نادي الزمالك.